# 45 Cancri
45 Cancri (A¹ Cancri) é uma estrela na direção da Cancer. Possui uma ascensão reta de 08h 43m 12.34s e uma declinação de +12° 40′ 51.1″. Sua magnitude aparente é igual a 5.62. Considerando sua distância de 1028 anos-luz em relação à Terra, sua magnitude absoluta é igual a −1.87. Pertence à classe espectral A3V+....